# كورت إيغرز
كورت إيغرز (من 10 نوفمبر 1905 إلى 12 أغسطس 1943) كاتبًا وشاعرًا وكاتبًا وكاتبًا ألمانيًا له روابط وثيقة مع الحزب النازي. خدم كعضو في إحدى شركات الدعاية (قوات دعاية الفيرماخت) ورجل فافن إس إس في الحرب العالمية الثانية، وتوفي في فوج دباب على الجبهة الشرقية.

## حياة
ولد كورت إيجرز في عام 1905 في برلين، وهو ابن كاتب بنك. في عام 1917 دخل كاديت فيلق وبدأ التدريب على سفينة مدرسية. في عام 1919 شهد هزيمة انتفاضة سبارتاكوس. في عام 1921 انضم إلى فرايكوربس وشارك في معركة تل Annaberg خلال الانتفاضات السيليزية، حيث حارب أفراد فريكروبس الألمانية ضد القوميين البولنديين.

## النصرانية
بعد أن قضى فترة في فوج المدفعية، استأنف تعليمه في عام 1924. درس اللغة السنسكريتية وعلم الآثار والفلسفة واللاهوت في روستوك وبرلين وغوتنجن.  كان مهتمًا بشكل خاص بالإصلاحي الألماني والثوري أولريش فون هوتين.  انضم إلى فيلق فانداليا روستوك، مجموعة طلابية، في عام 1927. بعد امتحاناته اللاهوتية، أصبح راعياً في نيوستريليتز، ومن ثم كان مشرفًا في برلين. إلا أنه سرعان ما تلاشى مع سلطات الكنيسة، حيث دعى «أغنية الفلاحين النضال» إلى التمرد العنيف، وانفصل عن المسيحية.

## النازية والحرب العالمية الثانية
مع وصول أدولف هتلر إلى السلطة، حصل على ترقية سريعة من خلال النظام الجديد، وحصل على سلسلة من المناصب الحزبية بينما واصل العمل ككاتب، وإنتاج المسرحيات، والدراما الإذاعية، والكوميديا الموسيقية، والقصص الشعبية، والمشي، والأغاني العسكرية، والهتافات. كانت آياته تستخدم على نطاق واسع في الاحتفالات والمناسبات النازية.
بعد غزو بولندا، توجه إلى الجبهة، وانضم إلى بانزر، لكنه عاد لاحقًا إلى الكتابة، كرئيس تحرير لصحيفة شوتزشتافل 's Das schwarze Korps (The Black Corps).
في منتصف عام 1942، عمل ككاتب لمستشار الحزب، وأعرب عن رغبته في العودة إلى المعركة، ونقل إلى محمية بانزر. ثم انضم إلى تشكيل بانزر فيكينج إس إس، التي كانت تتألف إلى حد كبير من المتطوعين الأجانب، وشارك في تراجع الوحدة من القوقاز في شتاء 1942-1943. 

## الموت
في أواخر يوليو 1943، انضم إلى فرقة بانزر فيكينج في أعقاب معركة كورسك، والتي أعقبها هجوم سوفيتي. في 12 أغسطس 1943، توفي جنوب غرب بيلغورود (في غرب روسيا بالقرب من الحدود مع أوكرانيا)، بينما كان يحاول الهجوم المضاد ضد قوات الجيش الأحمر المتقدمة. تميزت وفاته بحفل تذكاري في 26 سبتمبر 1943 في دار الأوبرا كرول في برلين. 
كان لديه أربعة أطفال من زوجته الثانية، تراوت كايزر، وكان والده راعياً. 